# Elle Logan
Eleanor "Elle" Logan (Portland , 27 de dezembro de 1987) é uma remadora estadunidense, tricampeã olímpica.

## Carreira
Logan competiu nos Jogos Olímpicos de 2008, 2012 e 2016, sempre integrando a equipe dos Estados Unidos no oito com e conquistando o tricampeonato olímpico da prova.